# Ecorregión marina mar de Weddell
La ecorregión marina Weddell Sea (en  inglés Weddell Sea) (227) es una georregión ecológica situada en aguas marinas de la Antártida. Se la incluye en la provincia marina Antártida de alta continentalidad de la ecozona oceánica océano Austral (en inglés Southern Ocean).
Su nombre es otorgado por el mar que hace de núcleo, el mar de Weddell. Si bien este cubre parte de esta ecorregión, dicho mar excede los límites septentrionales de la ecorregión, pues llega a las islas Orcadas del Sur, las que están situadas en su propia ecorregión.  La ecorregión marina mar de Weddell cubre las aguas y costas del océano Antártico al oriente de la península Antártica, por el norte hasta la Barrera de Hielo Larsen, dejando la porción apical peninsular en otra ecorregión. Llega a la Tierra de Coats y la Costa de la Princesa Marta hacia el este. Al sur se encuentra la segunda barrera de hielo más grande del mundo: el conjunto Filchner-Ronne, que se apoya en la Tierra de Edith Ronne; esta barrera rodea en gran parte a la gran isla Berkner.  